# Erich Bärenfänger
 (avril 2018).
Erich Bärenfänger est un Generalmajor allemand de la Seconde Guerre mondiale, né le 12 janvier 1915 à Menden et mort par suicide le 2 mai 1945 à Berlin.

## Biographie
Bärenfänger nait à Menden (Westphalie(d'un père secrétaire des postes. En 1933, année de l'accession d'Hitler au pouvoir, il rejoint les rangs des SA. En 1936, il rejoint un régiment d'infanterie. En attendant que sa candidature pour être nommé officier de réserve aboutisse, il est promu sergent. Enfin, en 1939, il accède au grade de second lieutenant dans la réserve.
De septembre 1939 à juin 1940, Bärenfänger est chef de peloton pendant la campagne de Pologne et la bataille de France. À partir de 1941, il participe aux campagnes dans les Balkans.
En juin 1941, Bärenfänger est engagé dans l'attaque contre l'Union soviétique, connue sous le nom d'opération Barbarossa. Sur le front de l'Est, il combat autour de la péninsule de Taman, sur la rivière Mious, dans le Kouban et en Crimée.
Dans le Caucase, il se distingue pour sa bravoure au combat et reçoit la croix de chevalier de la croix de fer avec feuilles de chêne et glaives. À cette occasion, il reçoit également des médailles pour sa bravoure des nations alliées de l'Allemagne. Il est nommé inspecteur des Jeunesses hitlériennes en entraînement militaire.

### Bataille de Berlin
À la fin de la Seconde Guerre mondiale, il prend part à la bataille de Berlin. Selon Read et Fisher dans leur ouvrage The Fall of Berlin, Hitler promeut le lieutenant-colonel (Oberstleutnant) Bärenfänger au grade de Général-Major (Generalmajor) le 22 avril 1945. Il fut, brièvement le représentant personnel d'Hitler, quand celui-ci prend lui-même le commandement de la défense de Berlin.
Le 22 et le 23 avril, le commandement de la garnison de Berlin change rapidement. Depuis le mois de mars, c'était le lieutenant-général (Generalleutnant) Helmuth Reymann qui était le commandant. Le 22 avril, Reymann est remplacé par le colonel (Oberst) Ernst Kaether, qui commande moins d'un jour puisqu'en effet, il n'est pas capable psychologiquement de gérer la situation. Dès lors, il est remplacé par Hitler, qui prend le commandement personnellement en nommant Bärenfänger pour le représenter. Le 23 avril, Hitler nomme le général Helmuth Weidling pour commander la défense de la ville, juste après avoir annulé les ordres d'exécution concernant Weidling.
La confusion due aux multiples changements est perceptible aux différents niveaux de commandement. Par exemple un officier de la Müncheberg Panzer Division évoque ces problèmes le soir du 26 avril :
|  | Il nous parvenait du ministère de l'Air des informations faisant état que le Major-Général Erich Bärenfänger avait été relevé de son commandement. Une heure après nous étions informé que le général Weidling était notre nouveau commandement et que le Major-Général de Réserve (Generalmajor der Reserve) Werner Mummert prenait le commandement de notre unité. |

Le 26 avril, à cause du commandement direct de Hitler, Bärenfänger obtient le commandement de la défense des secteurs A et B. Il parvient à effectuer deux vaines attaques de blindés au nord de Schönhauser Allee. Il lance de nouvelles attaques le 1er mai, toutes vouées à l'échec.
Le 2 mai, Bärenfänger, nazi dévoué, se suicide avec sa jeune épouse dans une ruelle de Berlin.

## Décorations
- Insigne de combat d'infanterie en argent
- Insigne des blessés
  - en or
- Croix allemande en or (26 décembre 1941)
- Croix de fer de 2e et 1re classe
- Croix de chevalier de la croix de fer avec feuilles de chêne et glaives
  - croix de chevalier (27 août 1942)
    - feuilles de chêne (17 mai 1943)
      - glaives (23 janvier 1944)
- Cité au Wehrmachtbericht